# كلية الآداب والعلوم الإنسانية مراكش
كلية الآداب والعلوم الإنسانية بمراكش هي مؤسسة جامعية تابعة لجامعة القاضي عياض، تأسست بتاريخ 8 مايو 1978، إلى جانب كلية العلوم السملالية وكلية العلوم الاقتصادية والقانونية والاجتماعية. بدأت الكلية نشاطها الفعلي في سبتمبر 1979 باستقبال أول دفعة من الطلبة في شعبتي اللغة العربية وآدابها، واللغة الفرنسية وآدابها.

## أعداد الطلبة والأطر التربوية
عرفت كلية الآداب والعلوم الإنسانية بمراكش تطوراً تدريجياً منذ تأسيسها، تمثل في تزايد أعداد الطلبة والأطر التربوية والإدارية. فقد انتقل عدد الطلبة من 1367 خلال السنة الأولى من انطلاق الدراسة بالكلية (1979) إلى 12,640 طالباً سنة 2012. وفي الفترة ذاتها، ارتفع عدد الأساتذة الباحثين من 16 إلى 159. كما عرف الطاقم الإداري بدوره زيادة، إذ انتقل من 65 موظفاً سنة 1979 إلى نحو 80 موظفاً سنة 2012.
مراجع 
1. ↑  عياض، جامعة القاضي. "المؤسسات". جامعة القاضي عياض. مؤرشف من الأصل في 2025-05-24. اطلع عليه بتاريخ 2025-05-24.
2. ↑  "Présentation de la faculté". Faculté des Lettres et Sciences Humaines Marrakech (بfr-FR). Archived from the original on 2025-03-20. Retrieved 2025-05-24.{{استشهاد ويب}}:  صيانة الاستشهاد: لغة غير مدعومة (link)